# Plecotus gaisleri
Plecotus gaisleri är en fladdermus i familjen läderlappar som förekommer i norra Afrika. Före toxonets vetenskapliga beskrivning under året 2004 betraktades upphittade individer som vandrande exemplar av grålångöra (Plecotus austriacus) eller som en population av Plecotus kolombatovici.
Teamet som beskrev taxonet klassificerade det som en underart till Plecotus teneriffae. Artepitet hedrar den tjeckiska zoologen Jiří Gaisler.

## Utseende
Denna fladdermus har i princip samma utseende som Plecotus kolombatovici. Tydliga avvikelser finns endast i kraniets konstruktion och i de genetiska egenskaperna. Dessutom har arterna ganska vid skilda utbredningsområden. Plecotus gaisleri har 37 till 42,4 mm långa underarmar och en vikt av 5 till 8 g. Pälsen på ovansidan är ljusbrun och undersidan är täckt av intensiv gulbrun päls. Exemplar som lever nära Sahara är ljusare än individer vid Medelhavet. Flygmembranen, öronen och andra nakna ställen har likaså en ljusbrun färg.

## Utbredning
Utbredningsområdet sträcker sig från Marocko till Libyen. För exemplar på Malta och Pantellaria är oklart om de tillhör denna art eller Plecotus kolombatovici. Djuret lever i savanner och i liknande landskap nära vattenansamlingar. Fladdermusen hittas även i oaser vid Saharas gräns och i Atlasbergen upp till 2600 meter över havet.

## Ekologi
Individerna övervintrar i grottor och de vilar under årets varma årstider i bergssprickor samt i konstruktioner som skapades av människor. Allmänt lever varje exemplar ensam men diande honor kan bilda små flockar. Arten jagar nattfjärilar och andra flygande insekter tätt över växtligheten. Plecotus gaisleri liknar andra släktmedlemmar i andra aspekter av levnadssättet.

## Status
IUCN infogade beståndet 2008 i Plecotus kolombatovici och sedan har sidan inte uppdaterats.